# Tân Phước
Tân Phước là một phường thuộc Thành phố Hồ Chí Minh, Việt Nam.

## Địa lý
Phường Tân Phước nằm ở trung tâm thành phố Phú Mỹ, có vị trí địa lý:
- Phía đông giáp xã Tóc Tiên
- Phía tây giáp phường Phú Mỹ và Thành phố Hồ Chí Minh
- Phía nam giáp phường Phước Hòa
- Phía bắc giáp phường Phú Mỹ.

Phường Tân Phước có diện tích 29,75 km², dân số năm 2017 là 15.182 người, mật độ dân số đạt 510 người/km².

## Lịch sử
Ngày 9 tháng 12 năm 2003, Chính phủ ban hành Nghị định số 152/2003/NĐ-CP về việc thành lập xã Tân Phước thuộc huyện Tân Thành trên cơ sở điều chỉnh 2.933,12 ha diện tích tự nhiên và 7.399 người của xã Phước Hòa.
Ngày 12 tháng 4 năm 2018, Ủy ban Thường vụ Quốc hội ban hành Nghị quyết số 492/NQ-UBTVQH14 về việc:
- Thành lập thị xã Phú Mỹ thuộc tỉnh Bà Rịa – Vũng Tàu trên cơ sở toàn bộ huyện Tân Thành.
- Thành lập phường Tân Phước thuộc thị xã Phú Mỹ trên cơ sở toàn bộ 29,75 km² diện tích tự nhiên và 15.182 người của xã Tân Phước.

Ngày 15 tháng 1 năm 2025, Ủy ban Thường vụ Quốc hội ban hành Nghị quyết số 1365/NQ-UBTVQH15 về việc thành lập các phường thuộc thị xã Phú Mỹ và thành lập thành phố Phú Mỹ thuộc tỉnh Bà Rịa – Vũng Tàu (nghị quyết có hiệu lực từ ngày 1 tháng 3 năm 2025). Theo đó, thành lập thành phố Phú Mỹ thuộc tỉnh Bà Rịa – Vũng Tàu trên cơ sở toàn bộ thị xã Phú Mỹ. Phường Tân Phước trực thuộc thành phố Phú Mỹ.